# Goyenia sana
Goyenia sana là một loài nhện trong họ Desidae.
Loài này thuộc chi Goyenia. Goyenia sana được miêu tả năm 1970 bởi Raymond Robert Forster.